# ロックンロール・サーカス
ロックンロール・サーカス（The Rolling Stones Rock and Roll Circus）は、イングランドのロック・バンドのローリング・ストーンズが1968年に製作した映像作品である。監督はマイケル・リンゼイ＝ホッグ。ストーンズに加えてジョン・レノン、エリック・クラプトン、ザ・フーなど当時隆盛を極めていたアーティスト達が出演したにもかかわらず、様々な要因により30年間近くにわたって封印され、1996年に発表されるまで伝説的な作品になっていた。

## 概要と経緯
「ロックンロールとサーカスの融合」をコンセプトに、ローリング・ストーンズが企画・製作した作品である。製作に当たって、ストーンズは50000ポンドを出資した。
監督を務めたリンゼイ＝ホッグは、ストーンズの「ジャンピン・ジャック・フラッシュ」（1968年5月）のプロモーション・ビデオでディレクターを担当したことがあった。彼によると、この画の発端はミック・ジャガーから「テレビの企画をやってみないか？」と話を持ちかけられた事だった。まず最初に「ロックンロール・サーカス」という言葉だけが浮かび、そこからいろんなアイディアを練っていった。
1968年11月23日に出されたプレスリリースでは、出演予定者にはジェスロ・タル、トラフィック、ドクター・ジョンがいること、1969年1月1日に放送されること、既に3つのテレビ局が放映権を獲得していることが発表された。しかしトラフィックのスティーヴ・ウィンウッドは「喉の調子が悪い」と招待を断ってきた。そこでリンゼイ＝ホッグは、トラフィックの代わりにポール・マッカートニーを招待する事を考えたが、腰の重いマッカートニーを口説くには時間的余裕がないと判断してジョン・レノンに電話したところ、レノンは即座に出演を承諾しただけでなく、エリック・クラプトンを連れてきた。ドクター・ジョンも出演せず、代わりにタジ・マハールが出演する事になったが、彼は当時イギリスへの入国許可を得ていなかった。ジャガーとリンゼイ＝ホッグはやむなくマハールを外す事も考えたが、キース・リチャーズの猛烈な抗議により、出演を特別に秘密事項としてマハールを入国させて、何とか収録に参加させる事が出来た。
その他、ザ・フー、当時ジャガーの恋人だったマリアンヌ・フェイスフル、ロック界以外からバイオリニストのイヴリー・ギトリス、ピアニストのジュリアス・カッチェンが招待された。レノン、クラプトン、ミッチ・ミッチェル、リチャーズは、この日限りのバンド「ザ・ダーティー・マック」を結成して出演した。

## 製作
収録は、1968年12月10日の昼頃から12日の早朝まで、ウェンブリーにあるスタジオにて行われた。
スタジオにはサーカスのテント小屋をイメージしたセットが組まれた。客席はステージを取り囲むように配置され、観客は全員明るい色のポンチョとフェルト帽を被った。出演者はオープニングでは全員がピエロやサーカス団員のような衣装で入場し、演奏シーンでは自分達のステージ衣装に着替えた。出演者の演奏の間隙にはサーカス芸人達が様々な曲芸を披露し、ストーンズのメンバーが出演者や演目の紹介役を務めた。ダーティ・マックの紹介はジャガーとレノンが行い、ストーンズの紹介はレノンが手話で行った。テレビ放送を前提に製作されていたためCM予告も行われた。
初日の10日はほぼリハーサルに費やされ、11日の昼から本格的な撮影が始まった。同日の夜9時30分までに全ての収録を終える予定だったが、様々なトラブルが起きて撮影はスムーズには進まなかった。オープニングの仮装入場だけで撮り直しが何回も必要になり、出演者の演奏もリハーサルや撮影が繰り返された。演奏の間隙の曲芸でも、演者が落馬したり撮影用カメラが演者の投げたナイフで壊されたり、といったアクシデントが起きた。進行は大幅に遅れ、途中で休憩を挟んだにも拘らず、出演者も観客も疲弊した。
収録が終わったのは12日の午前6時過ぎだった。観客だけでなく出演者の中にも終了を待たずに帰った者がいた。最後まで残った観客には、特別に帰りのバスが用意された。
この時のステージは、ストーンズにとってブライアン・ジョーンズ在籍時の最後のもの、ジョーンズにとって生涯最後のものになった。

## 封印と解禁
「ロックンロール･サーカス」は何とか完成したが、長く封印され、映像も音源も公開されなかった。最も多く語られてきた理由は、「ジャガーがストーンズの演奏に満足しておらず、ザ・フーの圧倒的なパフォーマンスにストーンズが霞んでしまったから」だった。
確かにジャガーは当日の自分達の演奏には不満を抱いていた。しかし封印の決定的な要因は彼等の演奏の出来不出来ではなく、彼等が1970年にビジネス・マネージャーのアラン・クレインと決別した事だった。クレインは1965年から彼等のマネージャーを務めていたので、ストーンズのデッカ・レコード時代の作品の版権の多くは彼に握られており、本作の音源および映像フィルムも彼の所有物になっていた。このため彼と決別してしまったストーンズは、映像を公開する権利を失ってしまった。
かくして「ロックンロール・サーカス」は幻の作品になってしまったが、その一部は以下の形で日の目を見る事になった。1969年4月には、ドイツのテレビ局がレノンのドキュメンタリー番組の中で、クルーが独自に撮影した映像を放映した。1977年にザ・フーが自分達のドキュメンタリー映画を製作し始めた時、彼等の演奏場面がジャガーとピート・タウンゼントによって救い出され、1979年に映画『キッズ・アー・オールライト』で公開され、音源も同名サウンドトラックに収録された。
製作から28年たった1996年、ようやく映像がVHSによって発表され、サウンドトラックCDもリリースされた。
2004年にはDVDが発売された。ジャガーやリンゼイ＝ホッグら関係者のコメンタリー、タウンゼンドのインタビュー、未発表だったマハールやジュリアス・カッチェンの演奏場面、ステージ裏のジャガーとレノンの映像が追加収録された。

## その他
- リンゼイ＝ホッグは無名の新人も参加させたいと考え[1]、同年10月にデビュー・アルバムを発表したばかりのジェスロ・タルを招待した。出演者の候補の中には結成されたばかりのレッド・ツェッペリンもいたが、ギターの音が騒々しいという理由でジェスロ・タルに取って代わられた[1]。
- ジェスロ・タルは、デビュー・アルバムの発表直後にギタリストのミック・エイブラハムズが脱退したので、ブラック・サバスの前身にあたるアースからトニー・アイオミを招聘して出演した。
- 当時リチャーズの恋人だった女優のアニタ・パレンバーグも出演予定だったが、撮影当日は病気だったので出演できなかった。
- フェイスフルは、「サムシング・ベター」の他にジャガーとキース・リチャーズが共作した「シスター・モーフィン」も歌ったが、歌詞が麻薬に直接言及していたことから、検閲問題を避けるために収録されなかった。同曲は1969年2月に彼女によってシングル・リリースされた[注釈 8]が歌詞が問題となり回収され、ストーンズが録音してアルバム『スティッキー・フィンガーズ』（1971年）に収録するまで日の目を見なかった[注釈 9]。
- 出し物の企画にはカンガルーのボクシングもあったが、レノンとオノが「動物虐待だ」と抗議した結果、中止となった。
- フィルムが現存していないために映像化できなかった演目がある事をリンゼイ＝ホッグが明かしている[1]。

## 出演者と収録曲
- イントロダクション(剣闘士の入場  –  Entrance of the Gladiators)

ジェスロ・タル
- ジェフリーへささげし歌  –  Song For Jeffrey

ザ・フー
- クイック・ワン  –  A Quick One While He's Away

タジ・マハール
- エイント・ザット・ア・ロット・オブ・ラヴ  –  Ain't That A Lot Of Love

マリアンヌ・フェイスフル
- サムシング・ベター  –  Something Better

ザ・ダーティー・マック
- ヤー・ブルース  –  Yer Blues

オノ・ヨーコ＆イヴリー・ギトリスwithザ・ダーティー・マック
- ホール・ロッタ・ヨーコ  –  Whole Lotta Yoko

ローリング・ストーンズ
- ジャンピン・ジャック・フラッシュ  –  Jumpin' Jack Flash
- パラシュート・ウーマン  –  Parachute Woman
- ノー・エクスペクテーションズ  –  No Expectations
- 無情の世界  –  You Can't Always Get What You Want
- 悪魔を憐れむ歌  –  Sympathy For The Devil
- 地の塩  –  Salt Of The Earth

### DVDに追加収録された曲
タジ・マハール
- チェッキン・アップ・オン・マイ・ベイビー  –  Checkin' Up On My Baby
- リーヴィン・トランク  –  Leavin' Trunk
- コリーナ  –  Corina

ジュリアス・カッチェン
- 火祭りの踊り  –  Ritual Fire Dance
- ピアノ・ソナタ　ハ長調　K.545　第一楽章  –  Sonata In C, First Movement

ザ・ダーティー・マック
- ヤー・ブルース(テイク2バージョン)  –  Yer Blues(TK2 Quad Split)

ローリング・ストーンズ
- 悪魔を憐れむ歌〜ファット・ボーイ・スリム・リミックス・バージョン